# ドイツ文学者
ドイツ文学者（ドイツぶんがくしゃ）とは、ドイツ文学を専攻する研究者である。独文学者（どくぶんがくしゃ）とも言う。

## 一覧
あ
- 青地伯水
- 飯吉光夫
- 池内紀
- 池田香代子
- 池田信雄
- 池田浩士
- 石原あえか
- 井出万秀
- 井上正蔵
- 岩淵達治
- 上田和夫
- 大宮勘一郎
- 大山定一
- 小倉正宏
- 小澤俊夫

か
- 金田鬼一
- 川村二郎
- 木村謹治
- 木村直司
- 国松孝二
- 香田芳樹
- 小島衛

さ
- 相良守峯
- 酒寄進一
- 佐藤和夫
- 佐藤晃一
- 斉藤洋
- 識名章喜
- 柴田翔
- 生野幸吉
- 瀬川裕司

た
- 高橋健二
- 高橋義孝
- 高安国世
- 田口義弘
- 竹峰義和
- 竹山道雄
- 種村季弘
- 手塚富雄
- 登張竹風
- 登張正実

な
- 中野孝次
- 成瀬無極
- 西尾幹二

は
- 芳賀檀
- 原田義人
- 氷上英広
- 平井正
- 平尾浩三
- 富士川英郎
- 古井由吉

ま 
- 前田良三
- 三浦淳
- 三宅晶子 (ドイツ文学者)
- 元吉瑞枝

や
- 山崎章甫
- 山下肇